# ハードオフコーポレーション
株式会社ハードオフコーポレーション（英: HARD OFF CORPORATION Co., Ltd. ）は、新潟県新発田市に本社を置く、中古品リユース販売業を直営店またフランチャイズ方式で全国に展開する企業。
1972年（昭和47年）8月に新潟県内でオーディオ専門店「株式会社サウンド北越」で事業を始めた山本善政が、1993年にサウンド北越をハードオフに業態変更したことに端を発する。以来、2020年4月時点で直営・フランチャイズ合計で日本国内・海外に900を超える店舗を展開している。

## ブックオフコーポレーションとの関係
ブックオフコーポレーションの創業者坂本孝が主催していた起業勉強会を通じて、創業者同士が個人的に親しくしていた縁から、互いのフランチャイズに加盟する関係である。例えば、秋田県・山形県・千葉県の一部店舗および本社がある新潟県内のブックオフ店舗はハードオフコーポレーション・ハードオフファミリーがフランチャイジーとして運営している。しかし、2015年3月31日にブックオフ独自で家電製品のリユース業を展開するため、一部エリアフランチャイズ加盟契約が解約され、友好関係は保ちつつも競合企業となった。
なおハードオフコーポレーションは、2011年5月からブックオフグループホールディングスの筆頭株主（2023年11月時点で、6.90%の株式を所有）である。
ハードオフがブックオフのビジネスモデルを参考にした関係から、ロゴマークや店内環境も似通っており、ブックオフ系列の店舗が同じ建物内や隣接地に出店している場合も多い。2022年に八王子みなみ野店が移転閉店したため現存しないが、BOOKOFF SUPER BAZAAR内にハードオフ・ホビーオフが同一施設内で同じジャンルの商品（玩具・家電・ゲーム・IT機器等）を競合販売する状況も見られた。さいたま宮原店（大宮電化運営）はスーパーバザー大宮ステラタウンの裏手に路面店が所在している。
2017年11月には、新刊書店のBOOK・ONをブックオフの店舗と併設して開店するなど、新しい展開となった。

## 屋号・店舗形態

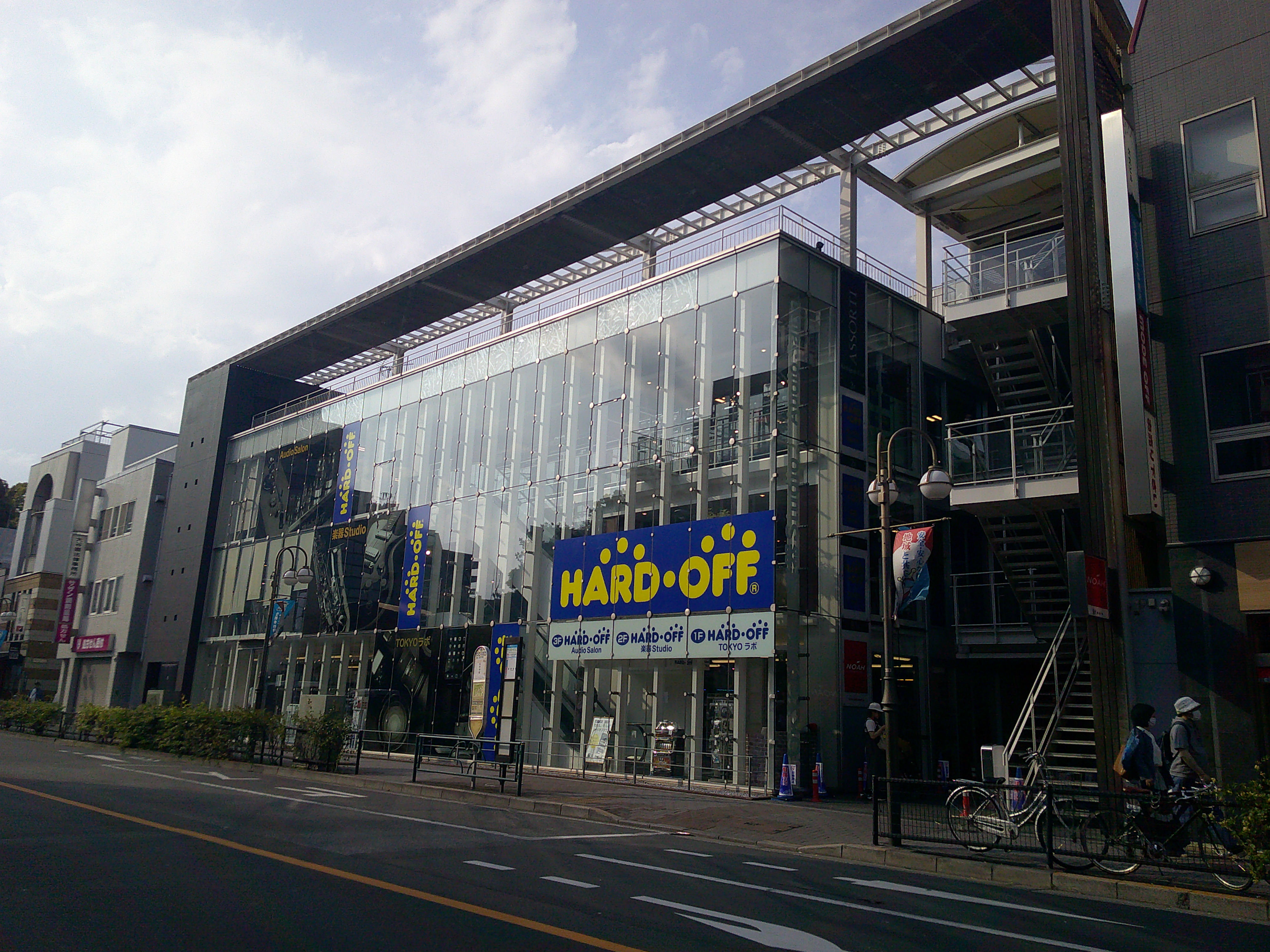
ハードオフ TOKYOラボ 吉祥寺店（2025年）

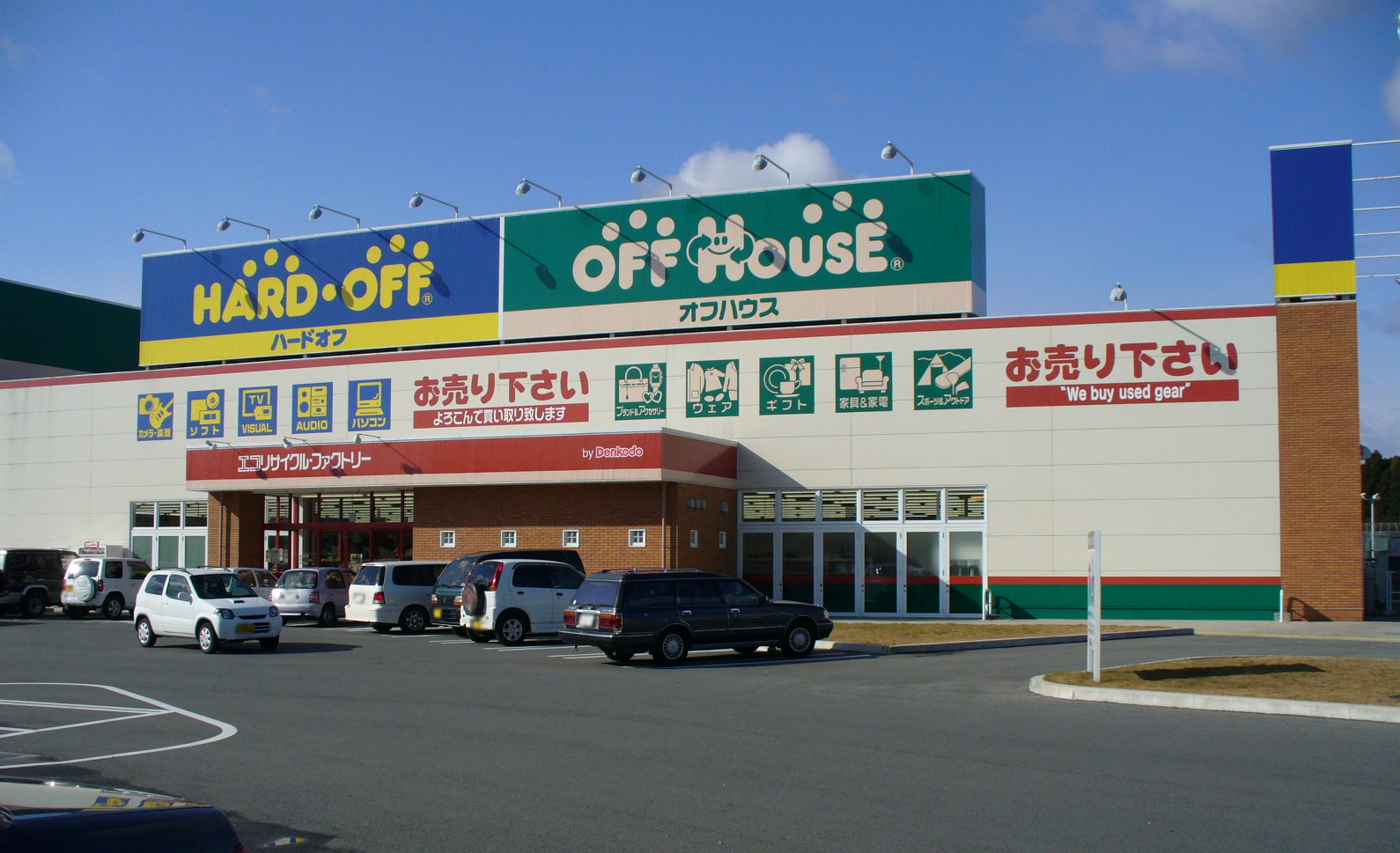
原町店（福島県南相馬市）
エコプラス運営

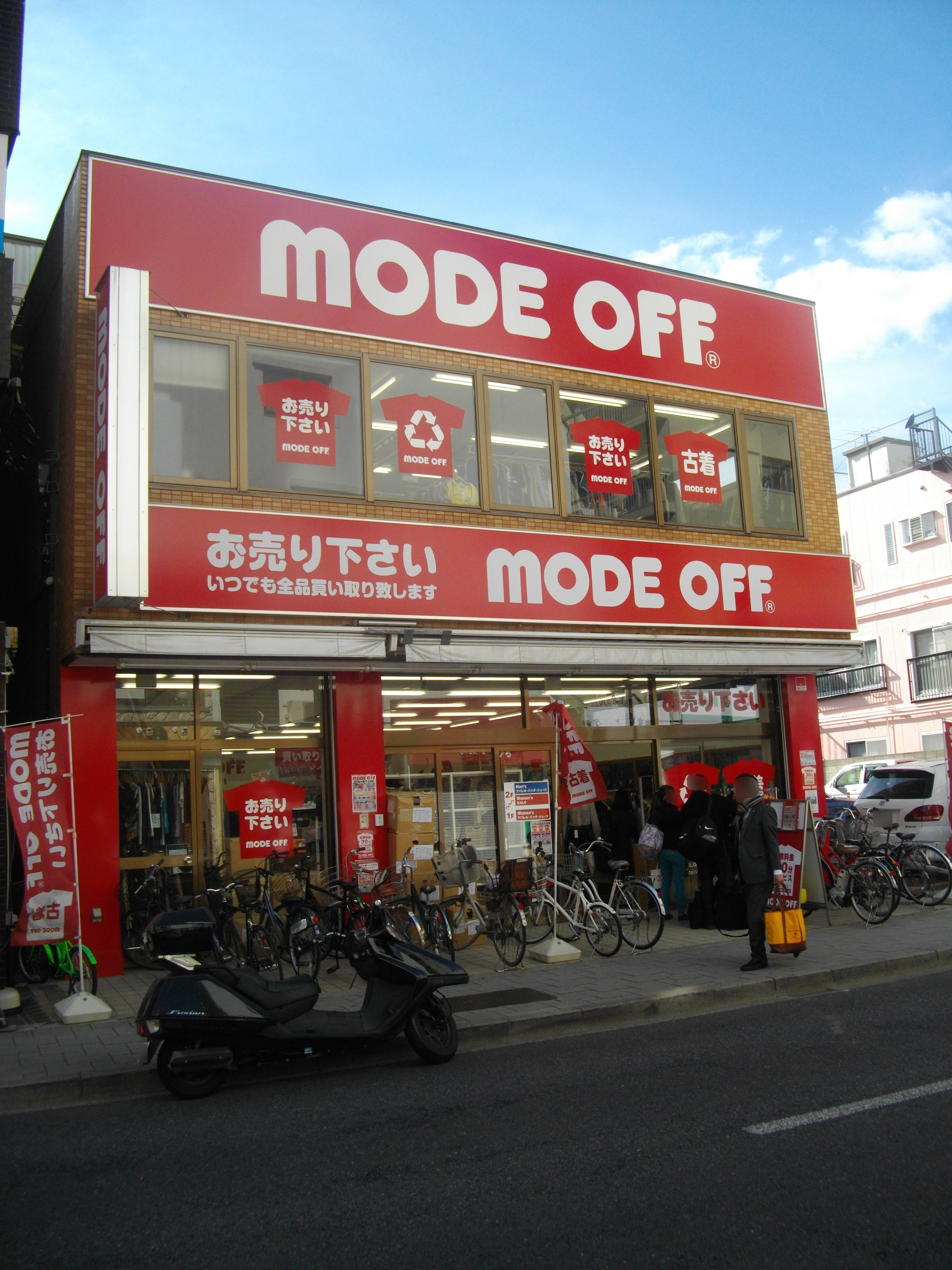
桜新町サザエさん通り店
（東京都世田谷区桜新町）

店舗一覧はハードオフコーポレーション店舗検索参照。2024年7月現在、御殿場店・浅草店開店により、976店舗存在。なお、2024年8月以降開店のコーナン京葉船橋インター店や閉店予定の新白河などはカウントしてない。またハードオフ系列運営のブックオフも店舗数に含まれており、複合店舗は形態毎にカウントしている。2024年11月23日に広島可部店開業により1000店舗達成。
- HARDOFF - AV機器・家電・パソコン・楽器・ゲームソフト
  - Audio Salon - オーディオ機器
  - AUDIODIGITAL館 - オーディオ機器・AV機器・デジタル家電・ゲーム機・腕時計・カメラ。
  - 楽器STUDIO - 楽器の買取・販売・修理
  - 工具館 PRO&DIY - 工具・農機具。新品商品の取り寄せも可
  - PC館 - パソコン・スマホ・タブレット
  - 無人館 - 24時間営業で電子小物・玩具・衣類・家電を均一価格で販売する無人店舗。
  - 買取サロン - ブランド品・アクセサリー・カメラ・楽器・オーディオ機器の買取専門店。販売は行わない。
  - 首都圏出張買取センター - 楽器・テレビ・パソコンの出張買取専門店。法人窓口も設置。
- OFFHOUSE - 服・靴・ブランド品・装飾品・家具・家電・日用品・玩具・ベビー用品
  - アウトドア&スポーツ - スポーツ用品・キャンプ、アウトドア用品
  - アウトドア&フィッシング - キャンプ・アウトドア用品・釣具
  - KIDS - 子供服・ベビー服・子供靴・ベビー用品など、そよら金剛の1店舗のみ。
  - ジャンク館 - 家具・家電・インテリア・スポーツ・ギフト・アウトドアなどのジャンク、ヌマニウコーポレーションが運営している店舗のみ
- HobbyOFF - オフハウスの一部であり、玩具・ぬいぐるみ・ホビー・模型
  - トレカ専門店　- 札幌中の島と高根木戸の2店舗のみ。
- GarageOFF（旧・PARTS LAND） - 自転車・自動車用品
- LIQUOROFF - 酒類・清涼飲料
- MODEOFF - ブランド品・アクセサリー・服・鞄・靴
- OFFモール - ネット通販。店舗受取も可能だが、受取店舗までの送料は購入者負担。
- BOOKOFF - 一部店舗がFCとして運営している。ただし、柏イトーヨーカ堂やマリンピア、柏高柳駅前や柏沼南など、ブックオフとホビーオフ・ハードオフ・オフハウスが併設していてもスーパーバザーやプラスとしていない。
- BOOKON - 新刊書店
- BOXSHOP - かつて展開していた委託販売専門店。ボックス型のショーケースを企業や個人に貸し出し委託販売を行っていた。
- JUNKHOUSE - かつて展開していた店舗ハードオフとオフハウスの商品が売っている、今[いつ?]はオフハウス三橋店になっている。

BOOKOFF、SUPER BAZAAR、+、B・KIDS、B・SPORTS、B・STYLE、B・LIFE、B・Selectは、ブックオフコーポレーションがフランチャイザーとして展開している。そのため、上記のリンクからはハードオフコーポレーションが運営する店舗のみが掲載されており、全てのブックオフ店舗が掲載されているわけではない。また、屋号毎に取扱品目は分けられているが、店舗によって区分は厳密ではなく、ハードオフやオフハウスで鉄道模型を扱っていたりもする。ハードオフファミリーは商品の店舗間移動も行っている。
基本的には複合店舗が中心で、高円寺商店街や武蔵小山商店街パルムのように店舗面積やテナント、運営会社の違いなどの関係上、単独店舗が近隣に分散しているケースもある。ブックオフとの共同店舗も多数あり、特に新潟県や千葉県、岐阜県に多く見られる。なお新潟県にはブックオフ単独店舗は存在しない。同一建物内での複数社運営店舗は宇都宮西川田店と諫早店と神戸星陵台店と八王子みなみ野（閉店済）くらいしかない。八王子堀之内店は別々の建物である。

## 運営会社
- ▲はブックオフも運営している企業
- 社名の都道府県名は古物営業法に基づく認可を受けた公安委員会、市町村名は本社所在地を表す。
- 店舗数は複合店舗については1店舗として扱う。

### 子会社・系列会社
エコプラス（宮城県名取市・宮城県）
東北地方・北海道で出店
エコプラス運営店舗

### フランチャイズ

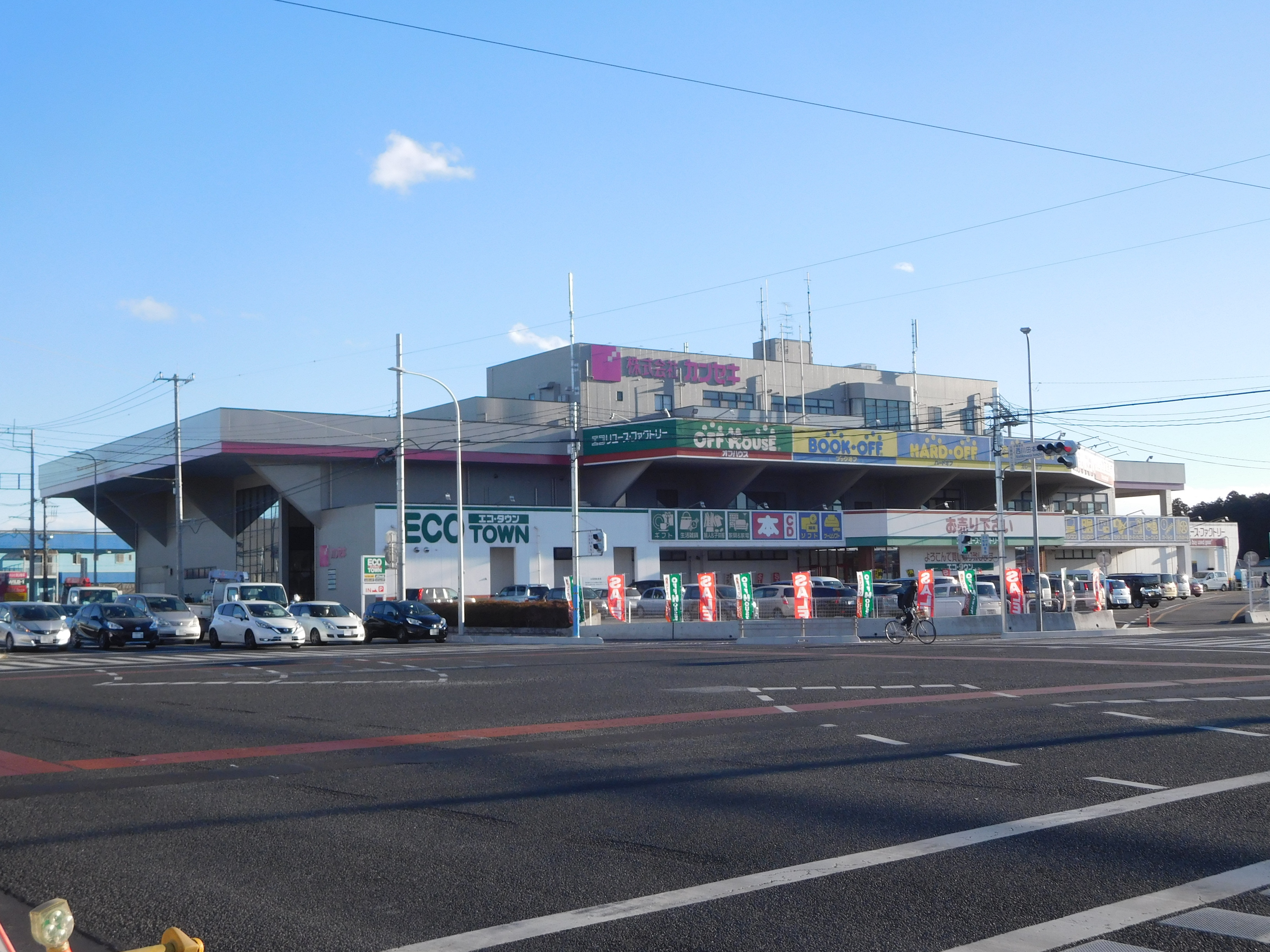
宇都宮西川田店
（カンセキ本社併設）

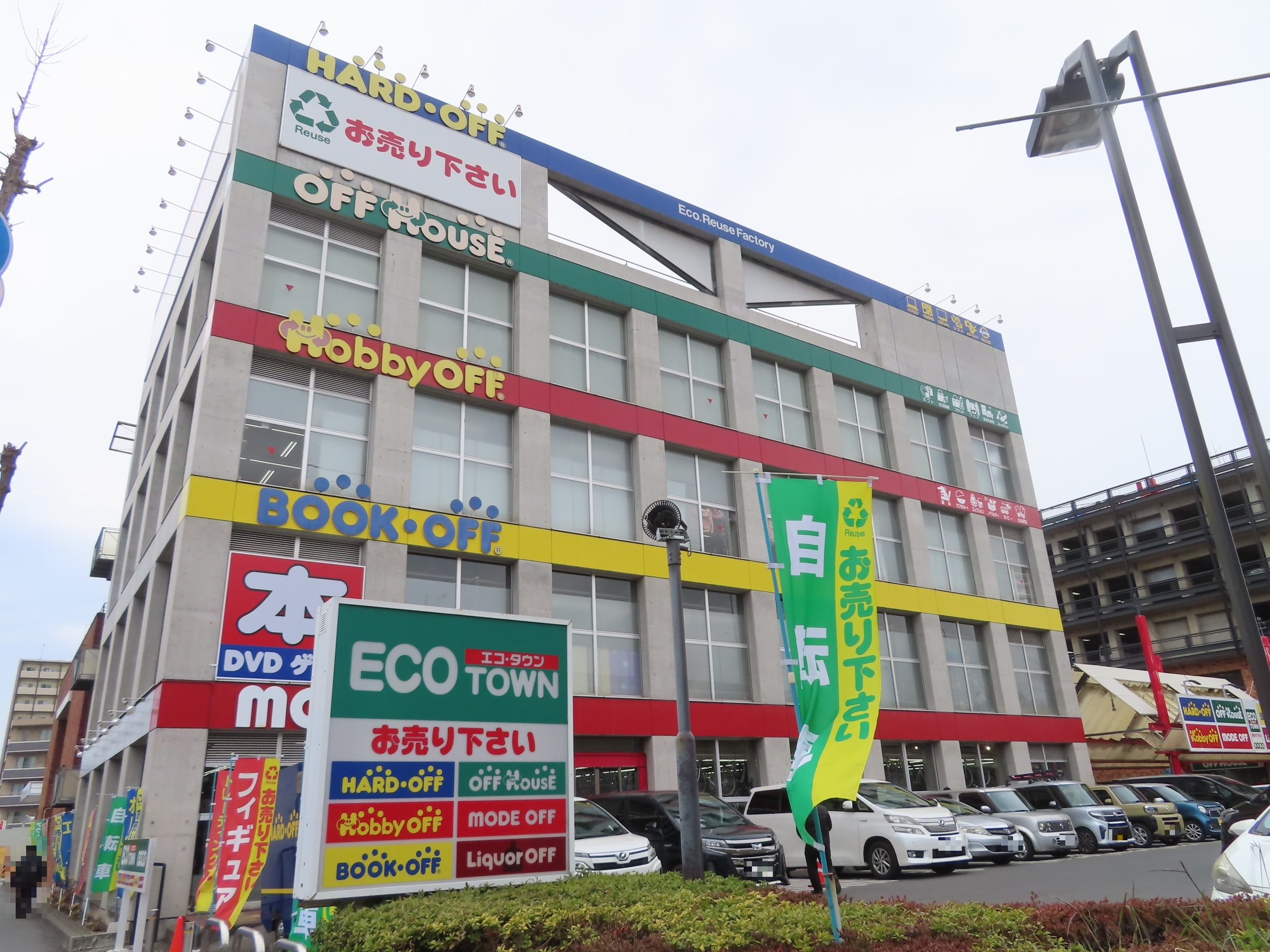
八王子大和田店
（ゼロエミッション本社併設）
ガレージオフを除く
6つの屋号を持つ複合店舗

フランチャイズ加盟店は直営・子会社が出店していない地域を中心に存在する。但し、同一地域でも入り乱れており、特に首都圏では多い。一部の店舗では運営会社の変更もある。
▲エコノス（北海道札幌市白石区・北海道）
北海道で出店
エコノス運営店舗
ティーアンドティー（栃木県下野市・宮城県）
むつ店、寒河江店
▲ヌマニウコーポレーション（栃木県下野市・栃木県）
栃木県・群馬県・茨城県の北関東中心に、深谷・熊谷月見・16号庄和・千葉ニュータウンも運営
ヌマニウ運営店舗一覧
栃木石橋店に本社併設。宇都宮西川田店は当社運営だが、オフハウスのみカンセキ運営の複合運営。
鍼灸院も運営している。
カンセキ（栃木県宇都宮市・栃木県)

北関東を中心に展開。本業はホームセンターの他、業務スーパーや飲食店のFCも展開している。
カンセキ運営店舗。
オフハウス宇都宮西川田店に本社を併設しており、建物は以前の会社が研修所としてガンダムの航空母艦をイメージして建造。
宇都宮西川田店のハードオフ・ブックオフ・ガレージオフはヌマニウ運営という複合運営店舗。
エヌコーポレーション（栃木県）
オフハウス123号益子店
大宮電化（埼玉県さいたま市大宮区・埼玉県）
埼玉県の高崎線・東北本線（宇都宮線）・武蔵野線・東武本線系統沿線を中心に運営し、野田桜台・川越今福・川越天沼・坂戸・モードオフ西新井も当社運営。桶川と鴻巣で大創産業のFC店舗2店舗運営している。本部は東大宮駅近くに所在。
大宮電化店舗一覧
狭山16号、川越神明町、ふじみ野、三芳、鶴ケ島インターはHOF運営、東松山は直営。
京葉マツヤデンキ（千葉県市川市・千葉県）
柏豊四季店
ハードオフ市川大野店はHOFに移管された。
グッドガイブラザーズ（埼玉県日高市・東京都）
足立南花畑店を主核店舗・その近くに本部を設置し、草加瀬崎に出店、北千住・亀戸天神・浅草はホビーオフ単独店舗
店舗紹介
以前はヨドバシAkiba前ビルに旧・ホビーオフ秋葉原店を出店していたが2017年に閉店。2020年に末広町駅近くに新・秋葉原店が直営で開業。
本社近くの川越や高麗川店は他の企業が運営している。
▲ゼロエミッション（東京都八王子市・東京都）

八王子大和田店を主核店舗・本社併設とし東京都下、埼玉県（入間藤沢・高麗川）、山梨県（山梨市・甲府市・河口湖）、神奈川県広域に出店。ガレージオフは未展開。
ゼロエミッション店舗検索
ブックオフは八王子大和田店のみでガレージオフを除く全ての屋号を持つ。かつては八王子みなみ野店はスーパーバザー内に併設していた。
東所沢はHOF、西所沢は直営店である。
パーツランドコーポレーション（東京都八王子市・神奈川県）
ガレージオフ八王子堀之内店に本社併設(ハードオフ八王子堀之内は独立した別店舗)、相模原田名店に本部併設。秦野・湘南平塚などで運営
パーツランドコーポレーション店舗一覧
ただし、秦野渋沢や伊勢原や平塚四之宮、ハードオフ八王子堀之内は上記のゼロエミッションが運営。
エコクリエーション（神奈川県横浜市港北区・神奈川県）
コーナン港北センター南店を主核店舗とし、本社併設。コーナン鎌倉大船、東久留米、木更津、愛川に出店
エコクリエーション店舗一覧
ただし、ノジマコーナン小田栄店に隣接している店舗や京葉船橋インターは直営店。
千葉袖ヶ浦店はHOFに移管された他、旧東久留米店はゼロエミッション運営だった。
▲タケベ無線（福井県鯖江市・福井県）
福井県・滋賀県・京都府に出店
タケベ無線運営店舗
アサヒ（長野県）
長野駅前店
▲アダチムセン（岐阜県岐阜市・岐阜県）
愛知、岐阜で出店
アダチムセン運営店舗検索
ソルーナ（静岡県）
静岡に出店
マキヤ（静岡県富士市・静岡県）
静岡県に出店。本業は食品スーパーで業務スーパーのFCも展開。
マキヤ運営店舗
▲ありがとうサービス（愛媛県）
長崎県を除く九州・沖縄県・愛媛県の他海外にも出店、山口県はブックオフのみ。
ありがとうサービス県別店舗一覧
ペッパーランチやモスバーガーのFC展開や温泉旅館なども運営している。
覚王山（愛知県）
名古屋覚王山店
ウチダコーポレーション（愛知県）
愛知、岐阜で出店
エイチエフ半田（愛知県）
東浦店
東海イエス（愛知県）
愛知で出店
エコモーション（愛知県）
大須万松寺通店
コスモスベリーズ系列
- 元豊栄家電FC

名南豊栄家電（愛知県）
愛知、岐阜で出店
瀬戸豊栄家電（愛知県）
愛知で出店
南部豊栄家電（愛知県）
岡崎六名店、みどり店
名東ホーエー家電（愛知県）
愛知で出店
浜松ホーエー（静岡県）
静岡県・愛知県・岐阜県で展開
福島文進堂（京都府）
福知山駅南町店
アグロエコリユースファクトリー（兵庫県）
兵庫県で4店舗運営。本業はホームセンター。
アグロエコリユースファクトリー運営店舗
（エスパ）神戸星陵台店は本業である園芸店も併設している他、ハードオフはヨコタが運営。ブックオフではなくふるほんたうん併設運営。
▲松川商事（鳥取県米子市・鳥取県）
鳥取県・島根県・岡山県・兵庫県・大阪府で展開。ITTO個別指導学院も1店舗運営。
松川商事運営店舗
河本電機（岡山県）
津山院庄店
▲アービング（山口県山口市・山口県）
山口県・鳥取県に出店
アービング運営店舗
ヨコタコーポレーション（徳島県吉野川市・徳島県）
徳島県4店舗と兵庫県2店舗で展開
運営店舗
神戸星陵台店はハードオフを運営し、他はふるほんタウン含めてアグロ運営。
ダイナマイトコーポレーション（香川県仲多度郡多度津町・香川県）
香川県・高知県・岡山県・広島県に出店
ダイナマイトコーポレーション運営店舗一覧
富士（香川県）
高松やしま店
浜電気（長崎県長崎市・長崎県）
長崎県諫早市・大村市・佐世保市でハードオフ・オフハウスのみの5店舗展開。そのうち諫早店は九州最大級の店舗。
浜電気運営店舗
長崎葉山、東長崎はHOF運営。諫早店はブックオフとホビーオフはHOF運営の共同運営店。

### FC撤退・離脱企業
合併や統廃合により消滅した企業を含む。
ブックオフコーポレーション
スーパーバザーやプラス出店につき2015年FC契約解除。ハードオフ系列によるブックオフFCは継続中。
▲ワットマン
2013年4月FC契約解除。屋号は「ワットマンテック」「ワットマンスタイル』に変更。ブックオフとのFCは継続中。
元々はノジマと肩を並べるほどの家電量販店だった。東松山店は家電量販店からの鞍替えで、FC解除後は直営店化された。
マルツ電波(福井県福井市・福井県)
福井県・富山県・滋賀県・大阪府で展開していたが、南摂津駅前店を最後に撤退、全て直営店化された。
ドコモショップも運営している。
ワンダーコーポレーション
平成21年4月FC契約解除
福岡無線（埼玉県）
埼玉県（東武東上線沿線）を中心に10店舗営業していたが、2013年10月10日に全株式を取得して子会社化を発表し、2014年1月下旬にHOFに合併統合された。
タイヨー電気・三陽
店舗はHOFに買収され、リユース業からは撤退。
▲ビッグアルファ→▲ハードオフファミリー（千葉県白井市・千葉県）
千葉県を中心に埼玉県の東武東上線沿線、茨城県・東京都江戸川区や長崎県（長崎葉山・諫早・東長崎）に出店。なお九州最大級の諫早店はブックオフとホビーオフの運営で、ハードオフとオフハウスは浜電気運営の共同店舗。
HOF店舗一覧
江戸川東小岩店と長崎県、千葉県のほとんどがブックオフを併設している。四街道店はブックオンを併設している。
ただし、柏豊四季店は京葉マツヤデンキ、入間藤沢・高麗川はゼロエミッション、西所沢・マリンピア・コーナン京葉船橋インター店は直営店である。ブックオフの単独店舗も運営している。
沿革
2013年11月1日付でビッグアルファを子会社化し、ハードオフファミリー（以下、HOF）へ社名変更。
2014年1月、埼玉で10店舗運営していた福岡無線を吸収合併。
2014年8月、タイヨー電気から市原店、佐倉志津店を買収。
2016年1月、京葉マツヤデンキから市川大野店を買収。
2018年10月、エコクリエーションから千葉袖ケ浦店を買収。
2018年11月、三陽から安食店と牛久店を買収。
2025年4月、ハードオフコーポレーションに吸収合併され解散。

### 関連会社
リネットジャパングループ
ネットモールの通販
ヤフオク!
ブックオフの通販サイト

## 沿革
公式ページも参照のこと。
- 1972年（昭和47年）7月 - 新潟県新発田市にオーディオ店「サウンド北越」を創業。
- 1993年（平成5年）2月 - 新潟県新潟市に「ハードオフ」1号店を開店、リサイクル業への業態転換開始。
- 1994年（平成6年）6月 - フランチャイズ事業を開始。
- 1995年（平成7年）4月 - 現社名に商号変更。
- 2000年（平成12年）11月 - ジャスダックに株式上場。
- 2002年（平成14年）7月 - 韓国にてハードオフコリアを設立。
- 2004年（平成16年）
  - 2月 - 東京証券取引所市場第二部に上場。
  - 7月 - ハードオフコリアを子会社化。
- 2005年（平成17年）3月 - 東京証券取引所市場第一部に上場。
- 2006年（平成18年）12月 - ソウル店をブックオフコーポレーションに譲渡し、ハードオフコリアを清算。
- 2009年（平成21年）
  - 4月 - 上場企業8社により、日本リユース業協会を設立。
  - 5月 - 新潟県立野球場のネーミングライツ（命名権）を取得。
  - 9月 - モードオフリニューアル1号店を開店。
- 2011年（平成23年）7月 - エコモードを100%子会社化。
- 2013年（平成25年）
  - 7月 - 「リカーオフ」1号店を開店。
  - 12月 - 東京オフィスを東京都港区新橋に開設。
  - 12月2日 - 埼玉県川越市のフランチャイズ加盟法人である福岡無線の全株式を取得し子会社化[37]。
- 2014年（平成26年）5月 - 「ハードオフ」1号店　新潟紫竹山店をオーディオサロンにリニューアル。
- 2015年（平成27年）3月31日 - ブックオフコーポレーションとのフランチャイズ加盟契約を解約。以後ブックオフでは家電販売を開始。
- 2016年（平成28年）12月 - カンボジアに「モッタイナイワールド エコタウン ノースブリッジ店」（ありがとうサービスのFC）を開店、海外へ再展開を開始。
- 2017年（平成29年）
  - 5月12日 - アメリカ合衆国ハワイ州に1号店を出店[38]
  - 8月4日 - 「Off Closet concierge」のサービス開始[39]
  - 11月 - 千葉県に新刊書店「ブックオン」1号店を開店[40]
- 2018年（平成30年）
  - 5月12日 - 現地子会社の台湾海德沃福股份有限公司を通じて、台湾1号店を開店[41]
  - 6月26日 - ハードオフグループ公式キャラクターのジャン子（じゃんこ）こと直嶋くるみ（なおしま くるみ）が誕生[42][43][44]
  - 9月10日 - 「ハードオフアプリ」がリリース[45]
- 2019年（平成31年・令和元年）
  - 10月31日 - ハードオフアプリからオファー買取機能が独立し「オファー」がリリース[46]
- 2020年（令和2年）
  - 4月 - エコモードを吸収合併[47]。インフォノースを100%子会社化すると同時に、インフォノースの商号をリンクチャネルへ変更[48]。
  - 10月 - フランチャイジーであるエコプラスを100%子会社化。同時にエコプラスの店舗を直営化[49][50]
- 2024年（令和6年）
  - 9月18日 - ホテルオークラ新潟で開催の新潟県上場企業IRフォーラム2024に出展[51]
  - 11月23日 - 広島可部店（ハードオフ・オフハウス・ホビーオフ）開業により1000店舗達成[52]
- 2025年（令和7年）
  - 1月27日 - 「ハードオフ宅配買取」のサービス開始[53]
  - 4月1日 - 子会社であるハードオフファミリーを吸収合併[54][55]。

## 事業所
- 本社：新潟県新発田市新栄町
- 東京オフィス：東京都港区新橋

## ネーミング・ライツ
2009年5月に同年7月1日に開場した新潟県立野球場のネーミングライツを取得している。

## 不祥事
- 2024年6月 - 北海道内のエコノス運営店舗において、同年4月の内部監査により商品在庫の不備が判明したため詳細を調査したところ、店長が2021年5月以降、内引きと架空買取で現金を不正に受領し、3200万円相当の被害が発覚した。当該店長は2024年6月9日に内部調査中に失踪し行方不明になった[56]。同月26日付でエコノスが調査報告書を公表[57]。同様の手口はブックオフでも起きており、6月下旬 - 7月上旬に臨時休業して臨時の棚卸しを行ったところ、約7000万円分の被害が出ている事が判明[要出典]。

## 宣伝・BGM・店内放送
店内には常にBGMが流されているが、店舗形態によって以下の種類のいずれか、または複数を使い分けている。店内自動案内放送は2021年度より島村仁と冨高由喜が担当。2020年度までは劇団ひとりが担当していた。2024年より小島よしおが起用されている。
- HARD・OFF用
- OFF・HOUSE用
- Hobby・OFF用
- HARD・OFF、BOOK・OFF複合店用
- HARD・OFF、OFF・HOUSE複合店用

メロディは共通でNash Music Libraryの「SC-1903」である。かつてはFirstcom Music FC-U5 FreshのLynn's Theme 1とFirstcom Music MT 204 - Dawn in The CityのEasy Street 1も使用されていた。また、公式アンバサダーのMCU（KICK THE CAN CREW）による楽曲「ラブハドフ」も使用されており、歌詞はHARD・OFFをイメージした物になっているがHARD・OFF以外の系列店やハードオフが運営するBOOK・OFFでも流されている。かつて、期間限定でMCUによる店内自動案内放送も放送されていた時期もある。なお「ラブハドフ」のCDは一部のHARD・OFF店舗限定で“ジャンク”として販売された。
かつては、ハードオフコーポレーション運営のブックオフ店舗では、清水國明のナレーションによる買取方法等の放送は流されていなかった。